# Gian Giacomo Menon
Gian Giacomo Menon (Medea, 24 novembre 1910 – Udine, 2000) è stato un poeta italiano.

## Biografia
Nato a Medea (Gorizia), allora nel Friuli austroungarico, Menon si è laureato a Bologna in giurisprudenza e in filosofia; è stato docente di storia e filosofia nei licei di Gorizia e di Udine (in quello del capoluogo friulano, il liceo classico Jacopo Stellini, ha insegnato ininterrottamente per trent'anni dal 1939-1940 al 1967-1968). Ha concluso la sua carriera scolastica nel 1977 all'istituto magistrale Caterina Percoto di Udine.
Nella sua vita ha scritto più di 100.000 poesie, oltre un milione di versi, ma non ha pubblicato quasi niente.  Dai suoi rapporti con gli ambienti futuristi nasce nel 1930 il nottivago, che ottiene un lusinghiero giudizio dal padre fondatore del movimento Filippo Tommaso Marinetti. Insieme a Tullio Crali pubblica il manifesto Come diventammo futuristi e, con le scenografie dello stesso Crali, rappresenta al Teatro Petrarca di Gorizia Delitto azzurro.
Nell'agosto del 1966 ha pubblicato alcune poesie sulla rivista La Fiera Letteraria. Nel 1998 viene pubblicata la raccolta I binari del gallo, a cura di Carlo Sgorlon e Maria Carminati (Campanotto, Udine).
Nel 2013 sono stati pubblicati altri due libri di e su di lui a cura di Cesare Sartori, suo ex allievo a Udine: Poesie inedite 1968-1969 per "Nino Aragno Editore" di Torino e Qui per me ora blu - Una vita per la poesia (1910-2000) per i tipi di KappaVu di Udine (a quest'ultimo volume è allegato un CD con la registrazione delle musiche che dieci compositori hanno scritto ispirandosi ai suoi versi).
Il 19 dicembre 2017 il mitico stampatore Alberto Casiraghy di Osnago (Lecco), con la collaborazione in fase di composizione e rilegatura di Cesare Sartori e Cristina Privitera, ha pubblicato un «pulcinoelefante» con alcuni versi di Gian Giacomo Menon e un disegno di Paolo Menon dal titolo non più di un bisbiglio / nella pena dell'essere. Ecco il testo ospitato nel libriccino (come sempre di 8 pagine e in 33 copie): «(…) / coltivatore di ansie, / uomo solo / vado con bagagli di vento, / speranze di infanzia, / i segni lasciati sul cuore / dalla tua mano»
Nel 2018, sempre a cura di Cesare Sartori, di Gian Giacomo Menon è uscito geologia di silenzi e altre poesie (Anterem, Verona, pp. 168, s.i.p.), un piccolo ‘miracolo’ editoriale perché frutto di un felice incontro tra, da un lato, l’entusiasmo e l’ammirazione dell’editore Flavio Ermini, e, dall’altro, la gratitudine e la riconoscenza, rimaste intatte in alcuni casi anche dopo più di 60 anni, di ex allievi verso il loro indimenticabile maestro. Sparsi per il mondo e di generazioni diverse, sono stati 38 gli ex allievi di Menon che su invito del curatore hanno accettato di sottoscrivere una quota per coprire le spese di pubblicazione. I libro riunisce in un unico volume tre raccolte di poesie di Gian Giacomo Menon: 
- Geologia di silenzi che riproduce – emendata da refusi, da una forma grafica non gradita dall’autore e con il titolo che lui avrebbe desiderato – quella edita da Campanotto nel 1998 (I binari del gallo);
- Meno di un giorno già comparsa in G.G. Menon, Qui per me ora blu, KappaVu, Udine 2013, pp. 129-134 (con te mia piccola terra…);
- 243 componimenti del periodo 1988-1998 completamente inediti (a parte trenta poesie risalenti al 1988 uscite sulla rivista di ricerca letteraria “Anterem”, n. 95, dicembre 2017). Diverse per date di composizione e cifra stilistica, le tre raccolte hanno una caratteristica in comune: sono le uniche che l’autore aveva personalmente selezionato all’interno della sua sterminata produzione in vista di una pubblicazione. Pubblicazione che, vivo Menon, si è verificata soltanto in un caso.

Menon è stato il poeta di riferimento dell'edizione 2014 del Festival itinerante internazionale poesia&musica, la più importante manifestazione di poesia della regione Friuli-Venezia Giulia, un evento collegato a "Cormònslibri". Di Gian Giacomo Menon e della sua poesia nel 2013 si è parlato alla Stazione di Topolò-Postaja Topolova, al Festival della filosofia di Grado (Gorizia) e alla Fiera delle parole di Padova. 
Un fondo documentario a lui dedicato e contenente migliaia di inediti è stato costituito nel 2012 alla biblioteca civica Vincenzo Joppi di Udine.
La poesia di Menon è caratterizzata da una notevole libertà espressiva, che sottrae le parole al vincolo della significazione corrente per farne strumento d'evocazione di quelli che Menon considera i suoi "segnali di vita": casualità, nudità, paura.

## Le liriche di Menon nella musica
Il compositore americano James Dashow nel 2000 ha composto Sul filo dei tramonti, un lavoro per soprano, pianoforte e stereophonic electronic sounds da due liriche di Menon, lavoro poi riscritto nel 2004 per flauto, arpa e stereophonic electronic sounds.